# 吉田站 (新潟縣)
吉田站（日语：／ Yoshida eki */?）是一個位於日本新潟縣燕市吉田堤町，屬於東日本旅客鐵道（JR東日本）的鐵路車站。越後線的列車在此分為東西兩個運轉系統，同時也是彌彥線的轉乘站。

## 車站構造
側式月台1面1線與島式月台2面4線，合計3面5線的地面車站。軌道西側設有鋼筋混凝土的雙層站舍。各月台以跨線橋聯絡。

### 月台配置
| 月台  | 路線    | 方向 | 目的地     | 備註           |
| ----- | ------- | ---- | ---------- | -------------- |
| 1、2  | ■越後線 | 上行 | 柏崎方向   | 主要使用此月台 |
| 1、2  | ■越後線 | 下行 | 新潟方向   | 主要使用此月台 |
| 1、2  | ■彌彥線 | 上行 | 彌彥方向   |                |
| 3 - 5 | ■越後線 | 上行 | 柏崎方向   |                |
| 3 - 5 | ■越後線 | 下行 | 新潟方向   |                |
| 3 - 5 | ■彌彥線 | 上行 | 彌彥方向   | 主要使用此月台 |
| 3 - 5 | ■彌彥線 | 下行 | 東三條方向 | 主要使用此月台 |

## 使用情況
根據JR東日本，2018年度（平成30年度）1日平均上車人次為1,490人。
近年的推移如下表。
| 上車人次推移       | 上車人次推移     | 上車人次推移    |
| 年度               | 1日平均 上車人次 | 來源            |
| ------------------ | ---------------- | --------------- |
| 2000年（平成12年） | 2,055            | [ 利用客数 2 ]  |
| 2001年（平成13年） | 1,906            | [ 利用客数 3 ]  |
| 2002年（平成14年） | 1,797            | [ 利用客数 4 ]  |
| 2003年（平成15年） | 1,768            | [ 利用客数 5 ]  |
| 2004年（平成16年） | 1,688            | [ 利用客数 6 ]  |
| 2005年（平成17年） | 1,721            | [ 利用客数 7 ]  |
| 2006年（平成18年） | 1,673            | [ 利用客数 8 ]  |
| 2007年（平成19年） | 1,703            | [ 利用客数 9 ]  |
| 2008年（平成20年） | 1,738            | [ 利用客数 10 ] |
| 2009年（平成21年） | 1,713            | [ 利用客数 11 ] |
| 2010年（平成22年） | 1,745            | [ 利用客数 12 ] |
| 2011年（平成23年） | 1,722            | [ 利用客数 13 ] |
| 2012年（平成24年） | 1,727            | [ 利用客数 14 ] |
| 2013年（平成25年） | 1,692            | [ 利用客数 15 ] |
| 2014年（平成26年） | 1,579            | [ 利用客数 16 ] |
| 2015年（平成27年） | 1,580            | [ 利用客数 17 ] |
| 2016年（平成28年） | 1,583            | [ 利用客数 18 ] |
| 2017年（平成29年） | 1,514            | [ 利用客数 19 ] |
| 2018年（平成30年） | 1,490            | [ 利用客数 1 ]  |

## 相鄰車站
東日本旅客鐵道（JR東日本）
■越後線
南吉田－吉田－北吉田
■彌彥線
矢作－吉田－西燕

### 使用情況
1. 1 2  . 東日本旅客鉄道.   [2019-07-23]. （原始内容存档于2019-07-05）.
2. ↑  . 東日本旅客鉄道.   [2019-04-04]. （原始内容存档于2019-03-27）.
3. ↑  . 東日本旅客鉄道.   [2019-04-04]. （原始内容存档于2019-03-27）.
4. ↑  . 東日本旅客鉄道.   [2019-04-04]. （原始内容存档于2019-03-27）.
5. ↑  . 東日本旅客鉄道.   [2019-04-04]. （原始内容存档于2019-03-27）.
6. ↑  . 東日本旅客鉄道.   [2019-04-04]. （原始内容存档于2019-03-27）.
7. ↑  . 東日本旅客鉄道.   [2019-04-04]. （原始内容存档于2019-03-27）.
8. ↑  . 東日本旅客鉄道.   [2019-04-04]. （原始内容存档于2019-03-27）.
9. ↑  . 東日本旅客鉄道.   [2019-04-04]. （原始内容存档于2019-04-02）.
10. ↑  . 東日本旅客鉄道.   [2019-04-04]. （原始内容存档于2019-03-27）.
11. ↑  . 東日本旅客鉄道.   [2019-04-04]. （原始内容存档于2019-03-27）.
12. ↑  . 東日本旅客鉄道.   [2019-04-04]. （原始内容存档于2019-03-27）.
13. ↑  . 東日本旅客鉄道.   [2019-04-04]. （原始内容存档于2019-03-27）.
14. ↑  . 東日本旅客鉄道.   [2019-04-04]. （原始内容存档于2018-10-26）.
15. ↑  . 東日本旅客鉄道.   [2019-04-04]. （原始内容存档于2016-04-04）.
16. ↑  . 東日本旅客鉄道.   [2019-04-04]. （原始内容存档于2019-03-27）.
17. ↑  . 東日本旅客鉄道.   [2019-04-04]. （原始内容存档于2019-03-23）.
18. ↑  . 東日本旅客鉄道.   [2019-04-04]. （原始内容存档于2017-07-29）.
19. ↑  . 東日本旅客鉄道.   [2019-04-04]. （原始内容存档于2018-07-06）.

## 外部連結
- JR東日本 吉田站 （页面存档备份，存于）